# Région de Faranah
La région de Faranah est une subdivision administrative de la Guinée. La ville de Faranah en est le chef-lieu.

## Géographie

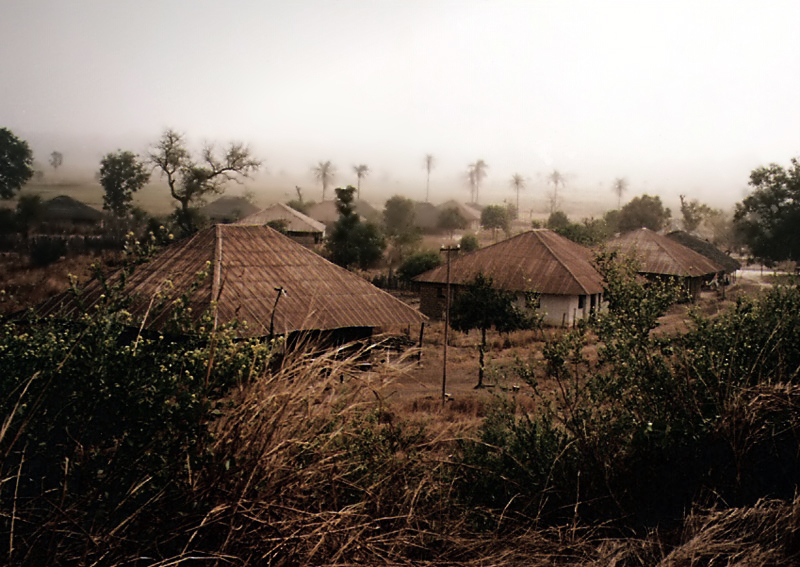
L'harmattan dans la région de Faranah.

La région est limitrophe de quatre régions guinéennes et frontalière de deux pays : le Mali au nord et le Sierra Leone au sud-ouest. Elle s'étend sur 35 581 km2 soit 14,5 % du territoire national.
| Labé  | Kayes   | Kita      |
| Mamou | Faranah | Kankan    |
| Nord  | Nord    | Nzérékoré |

## Subdivisions
La région de Faranah comprend les quatre préfectures de Dabola, Dinguiraye, Faranah et Kissidougou, 38 sous-préfectures, 4 communes urbaines, 38 communes rurales, 470 districts, 53 quartiers,1 988 secteurs.
La région de Faranah est composée de quatre préfectures :
- la préfecture de Dabola
- la préfecture de Dinguiraye
- la préfecture de Faranah
- la préfecture de Kissidougou